# Hylarana garoensis
Hylarana garoensis är en groddjursart som först beskrevs av George Albert Boulenger 1920.  Hylarana garoensis ingår i släktet Hylarana och familjen egentliga grodor. IUCN kategoriserar arten globalt som livskraftig. Inga underarter finns listade i Catalogue of Life.